# Uhliská
Uhliská  è un comune della Slovacchia facente parte del distretto di Levice, nella regione di Nitra.